# Psorotichia taurica
Psorotichia taurica är en lavart som först beskrevs av William Nylander och som fick sitt nu gällande namn av Edvard Vainio. 
Psorotichia taurica ingår i släktet Psorotichia och familjen Lichinaceae. Inga underarter finns listade i Catalogue of Life.